# 谷もも
谷 もも（たに もも）は、映像、舞台、ラジオを中心に活動する俳優。元Office FREE SIZE、元劇団FREE SIZE所属。また、プロレスラーとして女子プロレス団体PURE-Jに所属する。
キャッチコピーは『はんなり京娘』、紙テープはもも色。

## 略歴
高校で演劇部に入部。高等学校演劇研究大会で最優秀賞を受賞し京都府代表に選ばれる。
大阪芸術大学短期大学部メディア芸術学科舞台芸術コース身体表現系を卒業後、ユニバーサルスタジオジャパンで働き資金を貯めて上京。Office FREE SIZE、劇団FREE SIZE所属。
役者として活躍の幅を更に広げていきたいと悩んでいた時期にスカウトされ、2017年9月に女子プロレス団体Beginning（所属選手の総称をアクトレスガールズと呼ぶ）に入団。2021年12月31日のBeginning解散を以てPURE-Jへ移籍。2024年4月28日、一般男性との結婚を発表。

## 経歴

### 2018年
4月8日、ACT29新木場1stRING大会にて本間多恵とのシングルでプロレスラーデビュー。
5月13日、ACT30両国KFCホール大会にて長浜浩江が未依からサクラ落としで勝利して、初めて勝ち名乗りを受ける。対戦カードは堀田祐美子&未依vs谷もも&長浜浩江。
6月17日、ACT31新木場1stRING大会にて蒼魔刀で網倉理奈から自力初勝利。対戦カードは堀田祐美子&谷ももvs清水ひかり&網倉理奈。
8月12日、ACT32新木場1stRING大会で行われた未依との対戦にて蒼魔刀でシングル初勝利。
11月15日、Beginning（アクトレスガールズ）初進出となる後楽園ホール大会で、始めて後楽園ホールのリングで試合を経験。大会終了後、Beginningが2019年1月20日より二団体制となる事、谷ももがActwres girl´Z Beginning（略称はAWG Beginning）所属になる事が発表される。

### 2019年
3月15日、PURE PRINCESS東京芸術センターホワイトスタジオ大会にて、他団体に初参戦。対戦カードは神童ミコト＆鈴季すずvs進垣リナ＆谷もも。谷ももが神童ミコトに敗北。
4月3日、ヴィーナス・トウキョウエンターテイメント事業部が運営するBIG TOPに参戦。KAZUKI&ライディーン鋼vs谷もも&林亜佑美のカードでタッグ王座挑戦権を掛けたハンディキャップマッチを行うが、谷ももがKAZUKIのダイビングニードロップで敗北。
4月10日、膝を使った技を得意とする共通点が縁でKAZUKIとシングルが組まれ、浅草花やしき座大会にてPURE-J初参戦。KAZUKIのダイビングニードロップで敗北。
5月1日、ACT横浜（横浜プロレスまつり2019） 横浜ラジアントホール大会にて、初めてメインイベントに試合が組まれる。
対戦カードはSAKI&安納サオリvs谷もも&林亜佑美。
5月3日、アクティブ・スクウェア・大東大会にてREINA初参戦。同じくBeginning所属の先輩である五十嵐乃愛とシングルを行い蒼魔刀で勝利。
5月19日、Beginning新木場1stRING大会で組まれた高瀬みゆきとのシングルにて初めてのセミファイナルに抜擢される。ダイビングギロチンドロップで敗北。
6月8日、高島平区民ホール大会にてAlma Libre初参戦。互いに用意した私物を勝者が総取りするルールで五十嵐乃愛とシングルを行い、蒼魔刀で勝利する。
6月23日、埼玉県 籠原大会にてW.W.Sプロレス初参戦。対戦カードはダンプ松本&堀田祐美子vs林亜佑美&谷もも。林亜佑美がダンプ松本のダンプラリアットで敗北。
6月30日、PURE-J BASEMENT MONSTAR王子大会にて中森華子と初シングルを行い、シャイニングウィザードで敗北。
7月17日、新木場1stRING大会にてガンバレ☆プロレス初参戦。対戦カードは春日萌花&HARUKAZEvs谷もも&林亜佑美。谷ももが春日萌花に極楽固めで敗北。
8月18日、PURE-J 板橋グリーンホール大会にて、予てより憧れているKAZUKIとの初タッグが組まれる。対戦カードはKAZUKI&谷ももvs中森華子&関口翔。谷ももが中森華子のシャイニングウィザードで敗北。
9月4日、Pure Princess2 浅草花劇場大会で組まれた、谷ももvs久令愛にて、後輩とのシングルを始めて経験する。蒼魔刀で谷ももが勝利。
9月13日、Beginning新木場1st RING大会で組まれた向後桃とのシングルにて、アクトレスガールズの後輩と始めてシングルを行う。谷ももが、もも固めで勝利。
10月6日、埼玉障害者まつりにて、シングルでは初となるメインイベントに試合が組まれ、デビュー戦の相手である本間多恵と1年半ぶりに対戦。本間多恵の飛びつき式腕ひしぎ十字固めで敗北。
10月28日、Beginning新木場1stRING大会にてセミファイナルに組まれたAWG王座挑戦者決定トーナメントで、松井珠紗と対戦しジャパニーズレッグロールクラッチで敗北。
11月6日、Actwres girl'Z後楽園ホール大会より自身が作詞した入場曲である『桃源郷』に変更し、新しいコスチュームを着用する。対戦カードは谷もも&未依&網倉理奈&米山香織vs入江彩乃&林亜佑美&櫻井裕子&向後桃。。
12月29日、PURE-J浅草花劇場大会でＷＡＮＴＥＤ軍とボリショイ・チルドレン軍（仮）の対抗戦として組まれたＫＡＺＵＫＩ＆ライディーン鋼＆谷ももvsＡＫＡＲＩ＆米山香織＆小林香萌にて、谷ももがAKARIから蒼魔刀で勝利。試合後にWANTED☆ウォリアーズ入りの志願が受理され加入する。

### 2020年
1月26日、新木場1stRINGで行われた大会にてMarvelous初参戦。対戦カードは渡辺智子&pka.Delmi EXO&谷ももvsKAORU&響&ななみ。渡辺智子が響からスクリュードライバーで勝利して勝ち名乗りを受ける。
2月24日、PURE-J板橋グリーンホール大会にて、ライディーン鋼と組んで春日萌花&真琴組が所持するデイリースポーツ認定女子タッグ選手権王座に挑戦し、タイトルマッチを始めて経験する。谷ももが真琴にエッヂ直伝スピアーで敗北。
5月10日、SAKI、本間多恵、高瀬みゆき、五十嵐乃愛、谷もも、未依、網倉理奈、川畑梨瑚、松井珠紗、９選手の有志メンバーによる期間限定団体 Cheer'sの発足を発表し、ロゴデザインを担当。
7月4日、ニコニコプロレスチャンネルにて20時から配信された、ニコプロTVマッチ 真琴プロデュース『瞳の中のオリエンタルランド』に参戦。第１試合でチェリーとのシングルが組まれ、春夜恋で敗北。
8月10日、PURE-J後楽園ホール大会で組まれた勝愛実&マリ卍vsライディーン鋼&谷ももにて、他団体が開催する後楽園ホール大会に初参戦。結果は15分時間切れ引き分け。
谷ももはプロレスデビュー後から、試合を引き分けで終えるのが初となる。
8月30日、PURE-J『ガンバRay2020』新木場1stRING大会にて、自身2度目となるタイトルマッチに挑戦。デイリースポーツ認定女子タッグ選手権として中森華子&山下りなvsライディーン鋼&谷ももが組まれる。ライディーン鋼が中森華子のバズソーキックで敗北。
11月16日、アイスリボン＆Actwres girl'Z合同興行 後楽園ホール大会にて行われたベテランvs若手 2vs6ハンディキャップイリミネーションマッチに参戦。1分20分で場外へ落とされ退場、最初の脱落者となる。。

### 2021年
1月24日、PURE-J 板橋グリーンホール大会にて、規定が更新され空位となった第24代POP王座を決めるトーナメントへ参加。一回戦で大空ちえと対戦し蒼魔刀で勝利。
2月7日、第24代POP王座決定トーナメントを勝ち上がり、PURE-J 板橋グリーンホール大会で行なわれた決勝でAKARIと対戦。AKARIのムイ・ビエンで敗れる。
5月16日、ACT大阪 176BOX大会にて行われたセミファイナルで三代目となる新コスチュームをお披露目。対戦カードは未依＆網倉理奈vs谷もも＆向後桃。
8月9日、PURE-J 後楽園ホール大会にて、他団体主催の後楽園ホール大会に初参戦。
対戦カードはＫＡＺＵＫＩ＆ライディーン鋼＆谷ももｖｓ加藤園子＆ＡＫＩＮＯ＆関口翔。谷ももがデザインしたWANTED☆ウォリアーズのユニット専用コスチュームを初披露。
9月1日、P'sParty 第88戦にて、P'sPartyへ初参戦。対戦カードは朝陽＆進垣リナvs谷もも＆向後桃。向後桃が朝陽からラ・マヒストラルで勝利。
9月23日、乱丸フェスタ 176BOX大会へ参戦。対戦カードはバトルロイヤル形式で行なわれた北斗の拳マッチ。出場者は以下の記述。

ケンシロウ：ビリー・ケン・キッド、ラオウ：織部克巳、ジャギ：グルクンマスク、山のフドウ＆雑魚：三原一晃、でかいババア＆雑魚：GOSAMARU、ユリア：青野未来、バット：関口翔、リン：谷もも。
三人同時フォールにより勝者はユリア（青野未来）&関口翔（バット）&リン（谷もも）のアクトレスガールズとなった。
9月25日、ACT54 新木場1stRING大会のメインイベントにて、関口翔&青野未来（チーム名 KKMK）が保持するAWG認定タッグ王座へ向後桃と組んで挑戦。チーム名はWもも。
谷ももが関口翔のランニングSTOで敗れる。
9月27日、Actwres girl'Z 公式HPによって顎骨腫瘍手術と入院の為、暫くの欠場が発表される
。
12月5日、約2ヶ月の欠場を経てACT大阪 176BOX大会で復帰戦を行う。対戦カードはSAKI&高瀬みゆきvs谷もも&向後桃。。
Actwres girl'Zがプロレス団体としての活動を年内にて終了することに伴い、12月26日のPURE-J後楽園ホール大会にて、2022年1月よりPURE-Jに入団することが発表された。

### 2022年
1月8日、PURE-J 北千住・東京芸術センター　ホワイトスタジオで開催された２０２２年開幕戦にて中森華子１５周年記念☆残酷プリンセス物語ｖｏｌ．１４の対戦相手として移籍初戦がシングルでメインイベントに抜擢され、シャイニングウィザードで敗れる。
1月23日、PURE-J 亀アリーナマッチにて、谷ももが１月15日の北千住・東京芸術センター　ホワイトスタジオで所属選手７人とのシングルを提言し「谷もも入団記念7番勝負」と銘打って1人目となるKAZUKIとのシングルが行われた。
谷もも入団記念7番勝負
| 月日    | 会場               | 対戦カード |
| ------- | ------------------ | --- |
| 1月23日 | 亀アリーナ         | ✖️谷もも （１２分１１秒／Ｋソード→片エビ固め）KAZUKI ◯                                                                                                |
| 1月30日 | 亀アリーナ         | ✖️谷もも（１２分４２秒／１００kgプレス→体固め）ライディーン鋼 ◯                                                                                       |
| 2月6日  | 板橋グリーンホール | ＰＯＰ選手権 [王者]○ ＡＫＡＲＩ(１２分２秒／ダイアモンドボム→体固め)谷もも✖️[挑戦者]                                                                  |
| 2月13日 | 亀アリーナ         | ○ 谷もも(１１分３１秒／外道クラッチ)大空ちえ✖️ |
| 2月20日 | 亀アリーナ         | ○ 谷もも(１２分４０秒／ダイビング・ダブルニードロップ→体固め)久令愛✖️                                                                                 |
| 2月27日 | 亀アリーナ         | 亀の子束子デスマッチ ※通常ルールに加え、公認凶器として亀の子束子の使用が認められる。 ✖️谷もも(１３分３５秒／シャイニング・フラワー→エビ固め)中森華子○ |
| 3月20日 | 板橋グリーンホール | ✖️谷もも(１３分１３秒／マッドスプラッシュ→片エビ固め)Ｌｅｏｎ○                                                                                        |

2月12日、SAKIが主催するユニットCOLOR'Sの旗揚げ興行となる1st Event『YES, MY WAY』新木場1stRING大会に参戦。真琴＆ライディーン鋼＆まなせゆうなvs関口翔＆谷もも＆花園桃花が第１試合に組まれる。谷ももがライディーン鋼の100kgプレスで敗北。
5月3日、PURE-J 板橋グリーンホールで開催したWANTED☆ウォリアーズ プロデュース興行で組まれたライディーン鋼&谷ももvsSAKI&網倉理奈にて、打ち掛けをガウンとして初披露。以後、入場時に着用している。
7月18日、我闘雲舞 板橋グリーンホール大会で、我闘雲舞に初参戦。沙也加とのシングルマッチにて天雷で勝利。
8月13日、宮城野区文化センター大会にて、欠場となった笹村あやめの代替選手としてセンダイガールズプロレスリング初参戦。
第1試合で岩田美香とシングルを行い首刈りで敗北。
9月10日、ストロングスタイルプロレス【第5回タイガーサポーターズマッチ】 POST DI AMISTAD大会にて、欠場となった大空ちえの代替選手としてストロングスタイルプロレスへ初参戦。梅咲遥とシングルマッチを行い敗れる。
10月24日、Twitterにて募集したRegina di WAVE王座の次期挑戦者を決めるバトルロイヤルに参戦表明し、後楽園ホールで行われた「Survival Dance～＃レジーナチャレンジ～」でプロレスリングwaveへ初参戦。4番手で入場して5番目に退場
。
11月19日、アイスリボン道場で開催された「アイスリボン1240」にて、真白優希とのシングルが組まれアイスリボン初参戦。特盛クラッチで敗れる。

### 2024年
4月28日、PURE-J浅草橋大会、および自身のSNSにて結婚（相手は一般男性）、8月の後楽園ホール大会をもって活動拠点を関西に移すことが発表された。

## タイトル歴
PURE-J
- 第34代デイリースポーツ認定女子タッグ王座（パートナーはライディーン鋼）
- 初代KSR王座

COLOR'S
- 第6代COLOR'S王座

## 人物
- 特技：油絵、似顔絵[50]
- 趣味：スイーツの食べ歩き
- 資格：菓子検定2級
- 靴のサイズ：24.0cm

コスチュームは出身地の京都に因み、舞妓をテーマにデザイン。
そのデザインには舞妓の持つ「おもてなしの心」や表裏のない心で相手を迎えること、観客に楽しんでもらいたい気持ちが込められている。
プロレスでの入場も舞妓をモチーフにしているので舞妓傘を持って登場し、観客に向かって正座をする。
2019年11月6日の後楽園ホール大会よりコスチュームを一新。マゼンタピンクと和風柄を基調にして、尊敬するPURE-J所属選手であるKAZUKIのイメージを取り入れている。
2021年5月16日のACT大阪 176BOX大会から巫女をモチーフとした新しいコスチュームとなる。
2021年8月9日のPURE-J 後楽園ホール大会から、所属ユニットであるWANTED☆ウォリアーズとして試合の際、自身がデザインした専用コスチュームを着用。
2022年11月27日、PURE-J 大阪・生野区民センター大会よりコスチュームを一新。

和柄と着物をベースに志田光のコスチュームを参考にした。
選手グッズのイラストを担当し、イラストレーターとしても活動。
2024年4月、結婚を発表した。

### 得意技
- 八ツ橋

飛び付いて相手の後頭部側へ手を回し、抱き着く様に仕掛ける後方回転エビ固め。
- ももざんまい

ロープの反動を使って飛び上がり、相手の上で正座体勢になるダブルニードロップ。両手を広げて決め台詞を発する際、観客が「ももざんまい！」と合いの手を入れるのが定番となっている。谷もものオリジナル技。派生技としてロープへはりつけて背中に乗る、相手をリングでうつ伏せに倒して乗る、複数の選手を重ねて上に乗るなどがある。
- 桃橋立（もものはしだて）

本来とは自身の手で抱える相手の脚が左右逆となる変形のフィッシャーマンズスープレックス。
- 卍固め
- キューティースペシャル
- 蒼魔刀
- ダイビング・ダブルニードロップ
- ダイビング・ニーアタック
- ウラカン・ラナ
- 外道クラッチ

### 入場曲
- 「天雷」輝夜
- 「桃源郷」Jam（元 DessertLogicLAB Vocal）
- 「モモノハナビラ」5％BERMUDA(福永ありさ＆JUNA)

## 出演[55]

### 映画
- 『DEMOLITION』
- 『Goodstock Angel』Y 役
- 『姉妹な笑舞』向日葵 役 (主演）
- 『すがすがしい』 亜希 役
- 『双頭の龍』ホステス 役
- 『世にも奇怪な物語』幽霊清子 役
- 『トリツキ』
- Vシネマ『マフィンヤクザX』ホステスのメイ 役

### TV
- テレビ東京『三匹のおっさん』（2014年3月14日放送）
- TBSテレビ 金曜ドラマ『アリスの棘』（2014年4月25日放送）
- 日本テレビ『行列のできる法律相談所』同僚 役（VTR出演）
- ニコニコチャンネル『境界カメラ』 レギュラーアシスタント
- フジテレビ『その原因、Xにあり！』カフェ店員 役
- TOKYO MX『アイドルバトラー！』ナース8 ももこ 役（2015年9月27日放送）
- スカパーDHCシアター『エクストリーム beauty』メイクアップレッスン講座モデル（2015年10月5日 - 8日放送）
- NHK Eテレ『シャキーン!』被験者 役（2014年9月10日放送）
- NHK BSプレミアム『プラトニック』看護師 役（2014年7月13日放送）
- フジテレビ『おわりのものがたり』看護師 役（2014年8月2日・9日放送）
- テレビ埼玉 『オール☆in One』チューレン 役（2015年7月9日放送）
- 千葉テレビ『ドリームセブン』鶴見舞 役（2016年8月23日放送）

### YouTube
- 恵方巻ch『異次元文化触れ合うの街＃亀有＃一人旅』出演。

### ラジオ
- 渋谷クロスFM『おーたPの部屋』（2018年11月8日放送）
- HBCラジオ『ラジプロ！』（2019年5月12日放送 第526回）[56]
- Rainbowtown FM『DJ TAKAの Super Magic Talk』（2019年6月21日放送）
- 渋谷クロスFM『おーたPの部屋』（2020年3月19日放送）[57]

所属する女子プロレス団体の後輩である向後桃と共に出演。
- 市川うららFM『百山月花のムーンジックラジオ』（2020年8月9日放送）
- 市川うららFM『百山月花のムーンジックラジオ』（2022年2月13日放送）
- HBCラジオ北海道放送　プロレス情報番組『ラジプロ！』レギュラー　PURE-J谷もものおしゃべり三昧

### CM
- 『三菱電機 Going Up』サブキャスト
- 『ハウスメイト まごころを、もっともっと。下見編』
- 山際商事『Kings cover』(2020) [58]
- docomo『復活！あの頃ケータイ』[59]

### ナレーション
- 『WANCOTT』
- 『西部ガス』CM

### MUSIC VIDEO
- なきごと 2nd mini Album『 黄昏STARSHIP 』内収録『知らない惑星』Music Video[60]

### 2013年
- 劇団FREE SIZE 第7回公演『バカとロミオとジュリエット(再)』（10月18日 - 20日、新宿シアターサンモール）

### 2014年
- 劇団FREE SIZE 特別公演『shuffle! シャッフル』（5月23日 - 25日、高円寺 明石スタジオ）
- N.I.Produce 第9回公演『鳴かぬなら‥』お京 役（10月17日 - 19日、新宿シアターサンモール）
- 国連クラシックライブ協会『赤毛のアン』ルビー 役（11月15日 - 16日、東京国際フォーラム）

### 2015年
- 劇団FREE SIZE特別公演『shuffle!2』（4月2日 - 5日、高円寺 明石スタジオ）
- 劇団FREE SIZE ☓ N.I.Produce『この作品はフィクションであり、実在する人物、団体等とは一切関係ありません2』大野友紀 役（10月16日 - 18日、新宿シアターサンモール）

### 2016年
- 劇団FREE SIZE 特別公演『shuffle!3』（5月27日 - 30日、高円寺 明石スタジオ）
- Office FREE SIZE presentsジュニアミュージカル『ジェイル！』看守:ハート 役（8月26日 - 28日、日暮里d-倉庫）
- まろプロvol3 即興劇イベント『男くどけ部』（10月9日、東中野バニラスタジオ）
- Office FREE SIZE presents『野郎ども！島が見えたぞ！』女海賊:レイン 役（11月23日 - 27日、中野ザ・ポケット）

### 2017年
- Office FREE SIZE presents『チア！！』（2月23日 - 26日、日暮里d-倉庫）
- Office FREE SIZE presents『shuffle!4』（5月25日 - 28日、日暮里d-倉庫）
- Office FREE SIZE presents『Waiting Room〜たかがエキストラ されどエキストラ〜』（11月22日 - 26日、中野ザ・ポケット）

### 2018年
- 劇団FREE SIZE特別公演『shuffle!5』（5月23日 - 27日、日暮里d-倉庫）
- AWG『カウント2.9！』（7月26日 - 29日、新木場1stRING）

### 2019年
- 劇団FREE SIZE 特別公演『shuffle!6』（3月28日 - 31日、日暮里d-倉庫）[61]。

- 劇団FREE SIZE 第12回本公演『巌流島で待ってるね。 2019』 二毛作の母 役（11月28日 - 12月1日、日暮里d-倉庫）[62]。

### 2020年
- 劇団FREE SIZE 特別公演『shuffle! 7』伊藤 役／加納花子 役（7月2日 - 5日、日暮里d-倉庫）[63]。

- Office FREE SIZE 14th year presents『この作品はフィクションであり、実在する人物、団体等とは一切関係ありません 2020』稲本七海 役（11月12日 - 15日、日暮里d-倉庫）

### 2022年
- 劇団FREE SIZE 特別公演『shuffle! 8』山木 役／田中 役（5月25日 - 29日、新宿サンモールスタジオ）

- 劇団FREE SIZE 特別公演『shuffle! 9』サンドラジャジーワット・アビルゲイルロドリゲス／青果部 小林佳子（11月2日 - 6日、新宿サンモールスタジオ）

### 2023年
- Office FREE SIZE presents vol.33 劇団 FREE SIZE 公演『野郎ども！ 島が見えたぞ！ 2023』キヌア 役（5月31日 - 6月4日、ラゾーナ川崎プラザソル）